# (26973) Lála
(26973) Lála, désignation internationale (26973) Lala, est un astéroïde de la ceinture principale.

## Description
(26973) Lala est un astéroïde de la ceinture principale. Il fut découvert le 29 septembre 1997 à l'Observatoire d'Ondřejov par Marek Wolf et Petr Pravec. Il présente une orbite caractérisée par un demi-grand axe de 2,70 UA, une excentricité de 0,09 et une inclinaison de 4,6° par rapport à l'écliptique.

## Compléments